# Государственная премия Узбекистана
Государственные премии Республики Узбекистан в области науки и техники, литературы, искусства и архитектуры (узб. O‘zbekiston Respublikasining fan va texnika, adabiyot, san’at va me’morchilik sohasidagi Davlat mukofotlari Ўзбекистон Республикасининг фан ва техника, адабиёт, санъат ва меъморчилик соҳасидаги Давлат мукофотлари) — премии, присуждаемые за научные изыскания, уникальные открытия и изобретения, создание техники и технологий, отвечающих передовым современным требованиям, высокохудожественных произведений в области литературы, искусства и архитектуры.

## История
Государственные премии были учреждены Указом Президента Республики Узбекистан №ПФ-3781 от 25 июля 2006 года «Об учреждении Государственных премий Республики Узбекистан в области науки и техники, литературы, искусства и архитектуры». В соответствии с Указом, сохраняли силу присуждённые ранее Государственные премии Республики Узбекистан в области науки и техники им. Бируни, в области литературы, архитектуры и искусства им. Алишера Навои и Абдуллы Кадыри, в области изобразительного и прикладного искусства, народных ремесел им. Камолиддина Бехзода.
На основании Указа было издано Постановление Кабинета Министров РУз №168 от 8 августа 2006 года в котором регламентировался порядок присуждения Государственной премии. С момента вступления его в силу, изданные ранее Постановления, касающиеся присуждавшихся до этого времени Государственных премий, утратили силу.
Среди лауреатов — биолог и генетик Жура Азимбаевич Мусаев, кандидат биологических наук Валентина Павловна Клят, академик экономист Квинт, Владимир Львович — первый российский учёный, удостоенный Государственной премии Узбекистана и другие.

## Порядок присуждения премии
Премия присуждается один раз в два года, начиная с 2007 года. Всего присуждается шесть премий:  
- по одной премии первой и второй степени в области науки и техники;
- по одной премии первой и второй степени в области литературы;
- по одной премии первой и второй степени в области искусства и архитектуры.

В 2011 году, в порядке исключения были присуждены две премий второй степени в области искусства и архитектуры вместо одной, лауреатами стали Акмал Вахобжонович Нуриддинов и Владимир Иванович Бурмакин. В 2013 году, в порядке исключения были присуждены две премии второй степени в области науки и техники. В 2017 году, в порядке исключения были присуждены две премии первой степени в области науки и техники. В 2022 году, в порядке исключения были присуждены две премии второй степени в области искусства и архитектуры.
Размер премии первой степени установлен равным 500 кратному, а второй степени 300 кратному размеру минимальной заработной платы. Награждённым вручается диплом, нагрудный знак и удостоверение лауреата Государственной премии. При посмертном вручении — премия и регалии лауреата передаются его наследникам.
Рассмотрение номинантов на получение премий является прерогативой Совета по Государственным премиям Республики Узбекистан при Кабинете Министров РУз, сформированного совместно Министерством культуры и спорта и Академией Наук Узбекистана. В обязанности Совета входит составление списка кандидатов, проведение экспертной оценки, широкое и всестороннее обсуждение и освещение их работ, представление кандидатов на утверждение Президенту.
Выдвижение номинантов  на рассмотрение Совету осуществляется научными, техническими советами и коллегиями министерств. Научные и творческие труды номинантов должны иметь публикацию, а техника и технологии внедрение в производство.
В исключительных случаях премия может присуждаться коллективу авторов, однако их число не должно превышать 5 человек, при этом все входящие в коллектив авторы должны были внести существенный вклад в совместный проект, не допускается включение в коллектив административных и консультативных работников. Допускается посмертное включение лиц, внёсших большой вклад в совместный проект.

## Нагрудный знак
Нагрудный знак лауреата Государственной премии I степени выполнен из серебра 925 пробы, покрытого слоем золота, толщиной 0,25 мкм, в виде круга диаметром 34 мм, толщиной 2,2 мм. На аверсе изображение трёх журавлей, летящих над земным шаром, на реверсе изображение государственного герба Республики Узбекистан и надпись узб. O’ZBEKISTON RESPUBLIKASINING I DARAJALI DAVLAT MUKOFOTI LAUREATI, расположенная горизонтально. Нагрудный знак соединяется с прямоугольной колодкой шириной 24 мм, покрытой шёлковой лентой цветов государственного флага, колодка крепится к одежде с помощью булавки.
Нагрудный знак лауреата Государственной премии II степени выполнен из серебра 925 пробы, в виде круга диаметром 34 мм, толщиной 2,2 мм. Изображение на аверсе аналогично изображению на нагрудном знаке I степени, на реверсе надпись узб. O’ZBEKISTON RESPUBLIKASINING II DARAJALI DAVLAT MUKOFOTI LAUREATI.